# 巣山靖司
巣山 靖司（すやま やすじ、1936年8月2日 - ）は、日本の国際政治学者。大阪外国語大学名誉教授。

## 略歴・人物
1936年（昭和11年）長野県生まれ。長野県松本県ヶ丘高等学校を経て、1961年（昭和36年）静岡大学文理学部法学科卒業。1967年（昭和42年）名古屋大学大学院法学研究科博士課程終了。守本順一郎に師事した。大阪外国語大学外国語学部助教授、教授を務めた後、定年退官。
大阪外国語大学名誉教授。名古屋経済大学大学院教授を務めた。
現在、NPO法人 新いちょう大学校理事長を務める。2016年11月、瑞宝中綬章を受章。

## 著作・訳書・共著編
- 『国際社会への多元的アプローチ : 巣山靖司教授退官記念号』 巣山靖司ほか著 大阪外国語大学国際関係講座 2001.3
- 『ネイションとエスニシティ : 歴史社会学的考察 アントニー・D・スミス著』巣山靖司, 高城和義他訳 名古屋大学出版会 1999.6
- 『20世紀のナショナリズム アンソニー・D・スミス著』 巣山靖司監訳 法律文化社 1995.1
- 『「米ソ協調」と湾岸危機・戦争』  巣山靖司編著 水曜社 1991.3
- 『「国際化」とナショナリズム』 巣山靖司編 大阪外国語大学 1989.3
- 『国際関係論の総合的研究』 巣山靖司 / 梅津和郎編 1988年度
- 『世界平和と「勢力均衡」論』 巣山靖司著 新日本出版社 1985.9
- 『第三世界の変革 : チリ革命とイラン革命の比較研究』 巣山靖司著 法律文化社 1984.1
- 『ラテンアメリカ変革の歴史』 巣山靖司著 三省堂 1981.7